# الخرإبة (الرضمة)

تعديل مصدري - تعديل

الخرابة محلة تابعة لقرية زبيد، التابعة لعزلة يحير بمديرية الرضمة إحدى مديريات محافظة إب في الجمهورية اليمنية.، بلغ تعداد سكانها 198 حسب تعداد اليمن لعام 2004.